# 彼得罗兰迪亚
彼得罗兰迪亚是巴西伯南布哥州的一个市镇。总面积1088.2平方公里，总人口32568人，人口密度29.9人/平方公里。